# تخیل طراحی
تخیل طراحی (در انگلیسی Design fiction) یکی از روش‌های طراحی است که هدف آن کاوش و نقد و بررسی آینده‌های احتمالی است. این روش با ایجاد سناریوهای نظری، و اغلب برانگیزنده، که از طریق داستان‌های طراحی شده نقل می‌شود و راهی برای تسهیل و تقویت بحث‌ها می‌باشد و با الهام از تخیلات جدید دربارهٔ آینده، چشم‌اندازهای نوآوری را به جلو سوق می‌دهد.